# オオサイチョウ
オオサイチョウ（大犀鳥; 学名：Buceros bicornis）は、ブッポウソウ目サイチョウ科サイチョウ属に分類される鳥類の一種。東南アジアからインドにかけて生息しており、地元の民族はオオサイチョウの嘴や羽を装飾品として使用することがある。

## 形態
全長90–125センチメートル程度、羽を広げると152センチメートルにもなる大型の鳥。同属のサイチョウよりは少々小柄であるが、体重ではオオサイチョウの方が勝る。大きな嘴の上に、黄色と黒で彩られたカブト状の突起を持つ。羽の色は、首周りが薄い黄色である他はほとんど黒色である。体色は雌雄同色だが、オスは虹彩が赤く、メスは虹彩が青い。

## 生態
主に果実を餌とするが、小型の哺乳類や昆虫類などを捕食することもある。
大木の洞に巣をつくる。他のサイチョウ同様、メスの巣篭もりの際にはオスが巣の入り口を糞便などで塗り固め、子育てを行うメスが危険にさらされないように閉じ込める。その際巣の入り口には小さな隙間を開けておき、オスがメスに餌を運ぶ。卵が孵化するにはおよそ40日かかる。

## 分布
中華人民共和国（雲南省西部および南西部、チベット南東部）、ベトナム、ラオス、カンボジア、タイ、ビルマ、バングラデシュ、ブータン、ネパール、インド（ウッタラーカンド州、ウッタル・プラデーシュ州、西ベンガル州、アッサム州、メーガーラヤ州、アルナーチャル・プラデーシュ州、ナガランド州、ミゾラム州; マハーラーシュトラ州、ゴア州、カルナータカ州、ケーララ州、タミル・ナードゥ州）、マレーシア（マレー半島部）、インドネシア（スマトラ）に分布が見られる。

## 人間とのかかわり

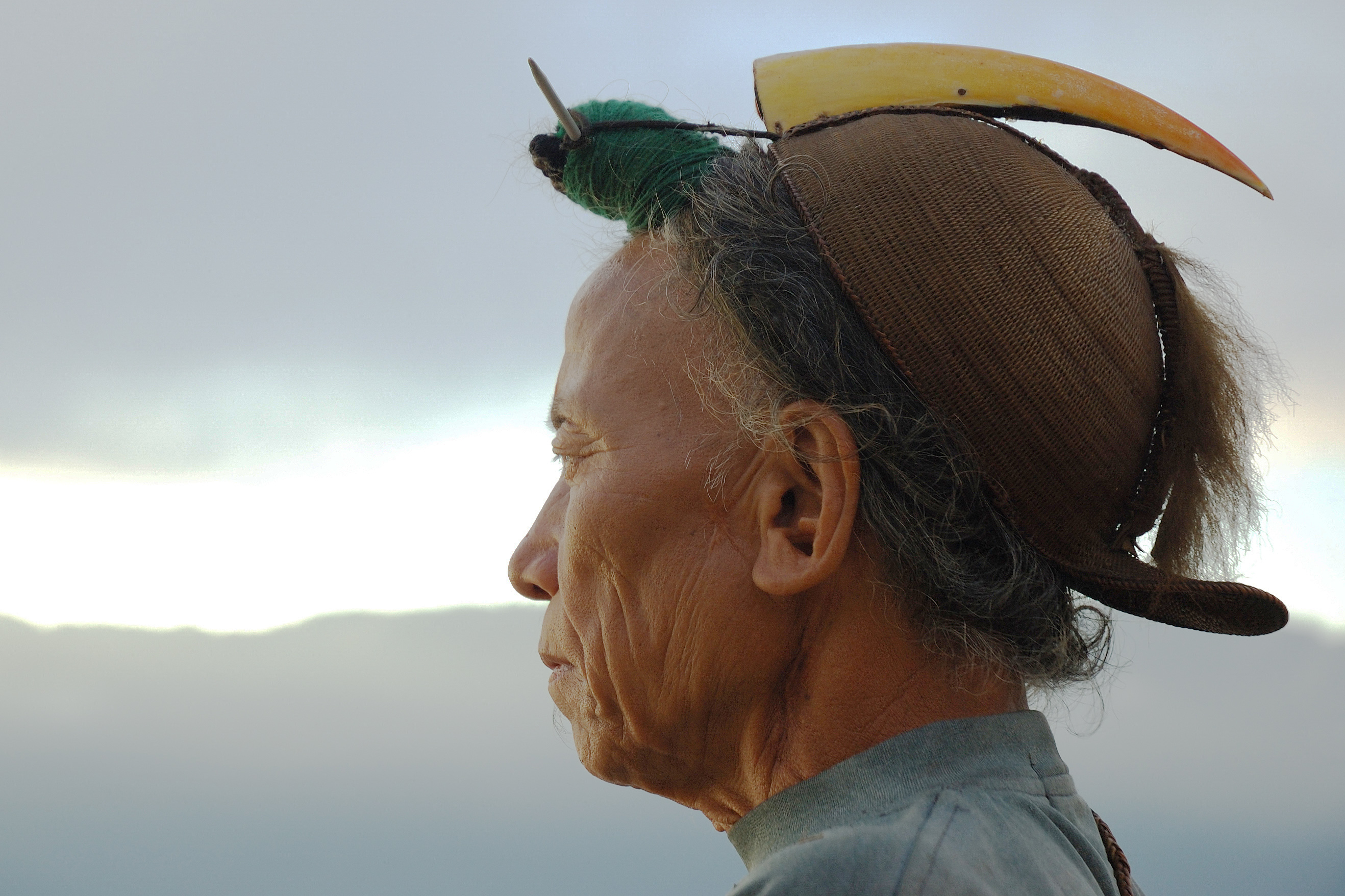
インド北東部7姉妹州に在住するニシ族の民族衣装の冠ボーピア

東南アジアの幾つかの民族では、鎮魂に効果があるとしてオオサイチョウの雛の血を使用したり、オオサイチョウの羽や嘴を、婚前の祝いの衣装に使用することがある。そのためオオサイチョウが捕獲されることを危惧する保護団体は、剥製の羽や3Dプリンター製の嘴などを地元民に提供するよう試みている。
また、ウィリアムと名づけられたオオサイチョウが、ボンベイ自然史協会のシンボルとなっている。